# Consommation discrétionnaire
 (mars 2019).
La consommation discrétionnaire, par opposition à la consommation de base, est l’ensemble des biens et services considérés comme non essentiels. Elle est parfois nommée consommation cyclique et s'oppose à la consommation défensive. Étant des consommations non essentielles, les consommations discrétionnaires sont les premières à être réduites quand le pouvoir d’achat baisse.

## Secteurs qui proposent des services de consommation discrétionnaire
Les biens et les services dits de consommation discrétionnaire sont proposés par plusieurs secteurs d’activités tels que (liste non exhaustive) :
- Le secteur du luxe
- Le secteur des médias et du divertissement (télévision, cinéma…)
- Le secteur automobile
- Le secteur de la restauration
- Le secteur de la distribution (textile, équipement...)
- Le secteur hôtelier
- Le secteur touristique et loisirs
- Le secteur des biens et services industriels
- Le secteur technologique
- Le secteur du bâtiment et des matériaux de construction

## Consommation discrétionnaire et les taux d'intérêt
Le secteur de la consommation discrétionnaire est très sensible aux fluctuations des taux d’intérêts. Le cours en bourse de ce type de dépenses suit donc l’évolution globale de l’économie et réagit plus fortement aux mouvements conjoncturels de l’économie, le bêta de ces entreprises étant souvent supérieur à un.
C’est donc un secteur très sensible aux mouvements du taux de croissance qui s’il évolue positivement permet une augmentation des prêts et donc une augmentation des dépenses financières et du pouvoir d’achat. 
Par exemple, à la suite de la crise de 2008 l’ensemble de ces dépenses a connu une forte baisse les ménages ayant un pouvoir d’achat plus faible.

## La nature saisonnière des dépenses discrétionnaires
Les consommations discrétionnaires ont une nature fortement saisonnière. Ces dépenses sont occasionnelles, n’étant pas indispensables. Par exemple, ce type de dépenses s'accroît significativement au mois de décembre, qui coïncide avec la période de Noël. Ce phénomène se retrouve aussi durant les mois de juillet et août, ce qui coïncide avec les vacances d’été durant lesquelles les ménages ont généralement recourt plus fréquemment à ce genre de dépenses occasionnelles. 